# Ejakulacja u ssaków
Ejakulacja (łac. eiaculatio ‘wytrysk’) – wytrysk nasienia (spermy) z jąder, prostaty i pęcherzyków nasiennych przez cewkę moczową na skutek stymulacji seksualnej. Ejakulacja jest zjawiskiem neurobiologicznym regulowanym ośrodkowo. Porcja nasienia wydzielana w trakcie ejakulacji to ejakulat. Mechanizm umożliwiający ejakulację to rytmiczne skurcze ciał jamistych, znajdujących się w prąciu, dzięki czemu sperma jest wyrzucana z narządu poza ustrój. Ejakulacja następuje w czasie kopulacji, masturbacji bądź polucji.

## Ejakulacja uHomo sapiens

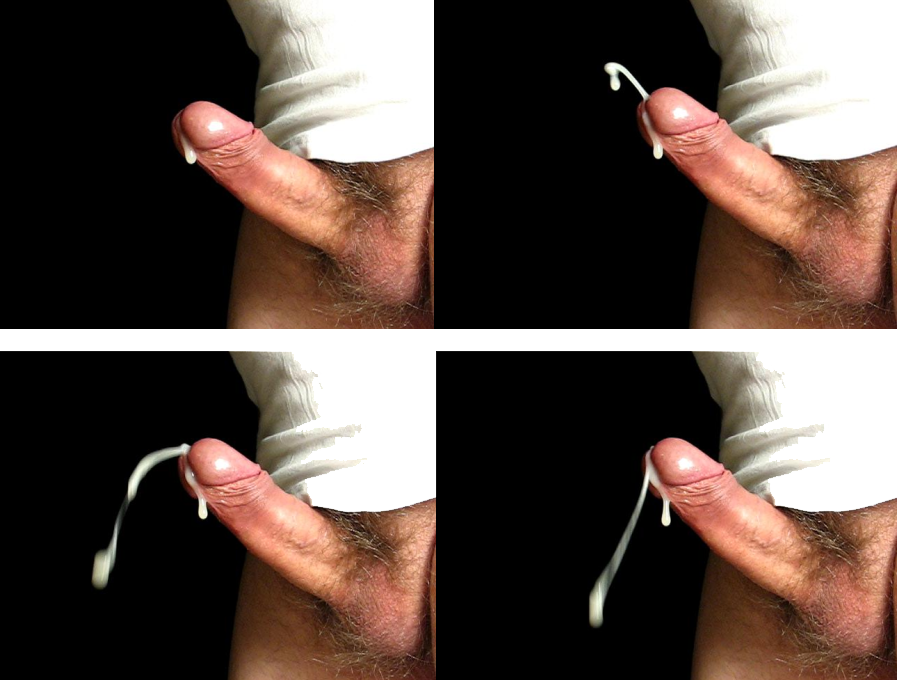
Demonstracja ejakulacji u człowieka

Odpowiedź seksualna u mężczyzn to cykl charakterystycznych zmian fizycznych, obejmujących 4 fazy: pożądanie, pobudzenie, orgazm (ejakulacja, wytrysk) i wygaszenie. Zmiany fizyczne związane z fazą pożądania obejmują wzrost długości i średnicy penisa oraz uniesienie jąder. Faza pobudzenia wiąże się z erekcją, przyspieszeniem akcji serca, oddechu, wzrostem ciśnienia krwi oraz napięcia mięśniowego. Z orgazmem i ejakulacją wiążą się skurcze jąder, najądrzy, nasieniowodów, pęcherzyków nasiennych, stercza, cewki moczowej, prącia i zwieracza odbytu, a także szczyt wzrostu częstości akcji serca i oddechów, które wspólnie doprowadzają do wydzielenia i wyrzutu płynu nasiennego, czyli ejakulatu. W fazie wygaszenia zmiany fizyczne, obecne w pierwszych trzech fazach, ustępują i dochodzi do rozejścia się obrzmienia prącia.

### Fizjologia procesu
Wytrysk (ejakulację) regulują wzajemnie połączone obszary czuciowe mózgu i ośrodki ruchowe, a kluczową rolę odgrywa podczas tego neuroprzekaźnik zwany serotoniną. Wytrysk u mężczyzny poprzedzony jest skurczem mięśni gładkich w wewnętrznych narządach płciowych. Skurcze te powodują wzrost ciśnienia i przemieszczanie się nasienia z najądrzy do nasieniowodów, a stamtąd do cewki moczowej. Wytrysk nasienia z cewki moczowej następuje w wyniku skurczów mięśnia opuszkowo-jamistego. Skurcze te trwają kilka sekund i powtarzają się w odstępach ok. 0,8 sekundy. Po kilku silnych skurczach intensywność ich zmniejsza się. Często towarzyszą im skurcze mięśni brzucha. Ejakulacji towarzyszy orgazm. Ejakulacja następuje w efekcie przekroczenia pewnego progu wrażliwości w centralnym układzie nerwowym w wyniku pobudzania stref erogennych lub męskich zewnętrznych narządów płciowych. Po przekroczeniu tego momentu ejakulacja nie może zostać powstrzymana nawet przy zaprzestaniu stymulacji. Od momentu rozpoczęcia wytrysku proces ten zachodzi samoistnie a dalsza stymulacja w czasie trwania ejakulacji nie powoduje żadnych różnic.

### Rola serotoniny w procesie
Wytrysk (ejakulacja) jest zjawiskiem neurobiologicznym. Proces wytrysku jest regulowany ośrodkowo poprzez wzajemnie połączone obszary czuciowe mózgu, ośrodki ruchowe i bierze w nim udział szereg neuroprzekaźników, w tym serotonina (5-hydroksytryptamina [5-HT]), dopamina, oksytocyna i inne. Dostępne dowody sugerują, że kluczową rolę w wytrysku odgrywa serotonina i określone podtypy receptora 5-HT: receptory 5-HT1B i 5-HT2C są z kolei zaangażowane w proces opóźniania wytrysku.

### Zaburzenia ejakulacji
W warunkach fizjologicznych wytrysk nasienia występuje średnio po 156,5 sekundach (+/− 80,7 sekund) od rozpoczęcia stymulacji prącia. Męska dysfunkcja seksualna zwykle występuje w jednej z pierwszych trzech faz cyklu odpowiedzi seksualnej, czyli jest to albo dysfunkcja pożądania seksualnego (np. hipoaktywne pożądanie seksualne), pobudzenia (np. dysfunkcja erekcji
[ED]), albo dysfunkcja orgazmu/wytrysku (tzn. przedwczesny wytrysk, opóźniony wytrysk i brak wytrysku).